# Бумеранг (филм, 1992)
„Бумеранг“ (на английски: Boomerang) е американска романтична комедия от 1992 г. на режисьора Реджиналд Хъдлин, с участието на Еди Мърфи, Хали Бери, Робин Гивънс, Дейвид Алън Гриър, Мартин Лорънс, Грейс Джоунс, Джефри Холдър, Ърта Кит и Крис Рок. Премиерата на филма е Съединените щати на 1 юли 1992 г.

## Български дублаж
| Преводач            | Ирена Михалик                                                   |
| Озвучаващи артисти  | Даринка Митова Георги Тодоров Мирослав Чакринов Стефан Стефанов |
| Тонрежисьор         | Иглика Атанасова                                                |
| Режисьор на дублажа | Добромир Чочов                                                  |

## зточници
1. ↑  Boomerang (1992) //  Box Office Mojo.   Посетен на 2007-12-14.